# Platyphasia eximia
Platyphasia eximia är en tvåvingeart som beskrevs av Alexander 1928. Platyphasia eximia ingår i släktet Platyphasia och familjen storharkrankar. Inga underarter finns listade i Catalogue of Life.